# Religiões mundiais

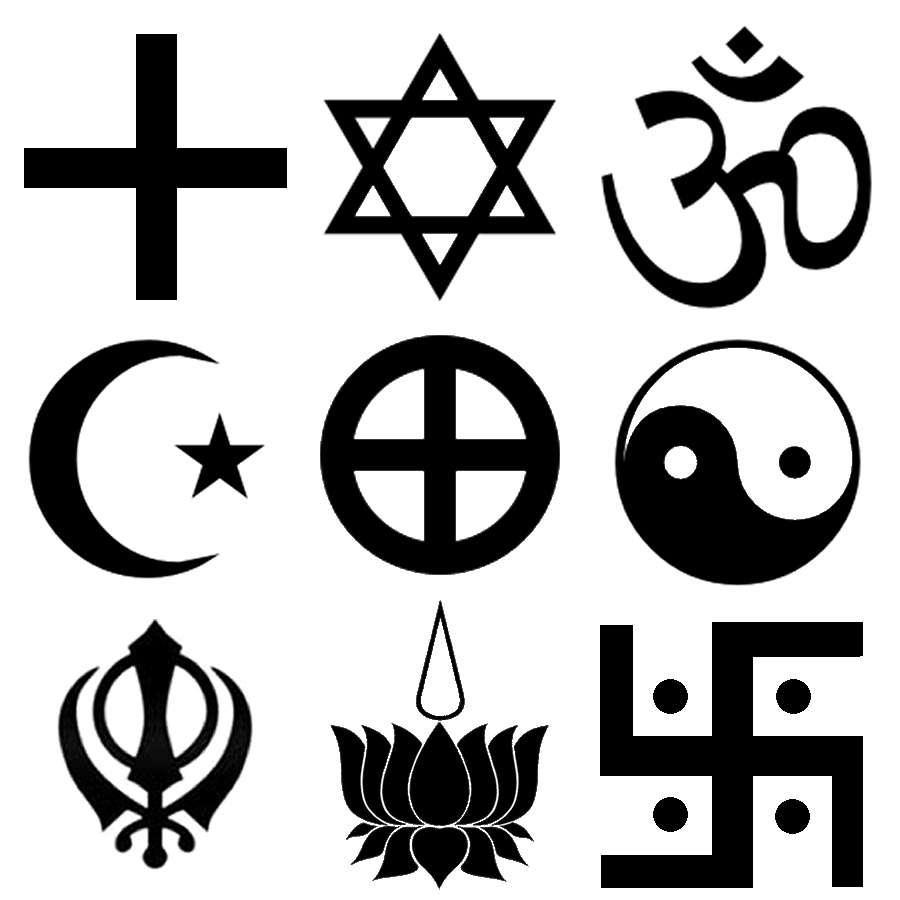
O paradigma das religiões mundiais seleciona um pequeno número de grupos religiosos, em que classifica como "principais"

Religiões mundiais é uma categoria usada na ciência da religião para demarcar os cinco — e em certos casos seis — maiores e mais internacionalmente difundidos movimentos religiosos. Cristianismo, islão, judaísmo, hinduísmo e budismo são sempre incluídos na lista, sendo conhecidos como os «Grandes Cinco» ou os «Cinco Grandes» (do inglês, «Big Five»). Alguns estudiosos também incluem na categoria uma outra religião, como sikhismo, zoroastrismo ou Fé Bahá'í.
O paradigma das religiões mundiais foi desenvolvido no Reino Unido nos anos 1960, onde atuou como pioneiro por estudiosos fenomenológicos como Ninian Smart. Foi projetado para ampliar a ciência da religião para longe de seu foco pesado no cristianismo ao levar em conta outras grandes tradições religiosas ao redor do mundo. O paradigma é frequentemente usado por palestrantes que instruem estudantes de graduação na ciência da religião e também é a estrutura usada por professores no Reino Unido e em outros países. A ênfase no paradigma em ver estes movimentos religiosos como entidades distintas e mutualmente exclusivas também causou um grande impacto na categorização da religião — por exemplo em censos — em países ocidentais e em qualquer outra parte.
Desde o fim do século 20, o paradigma sofreu críticas por cientistas da religião como Jonathan Z. Smith, alguns dos quais discutiram seu abandono. Críticos argumentaram que o paradigma das religiões mundiais é inapropriado porque toma a variante protestante do cristianismo como modelo para o que constitui religião; que está ligado a discursos e modernidade incluindo relações de poder modernas; que encoraja uma compreensão acrítica da religião e que faz um julgamento de valor sobre quais religiões devem ser consideradas «principais» ou «importantes». Outros argumentaram que permanece útil na sala de aula, contanto que estudantes tenham a noção de que é uma categoria socialmente construída.

## Definição

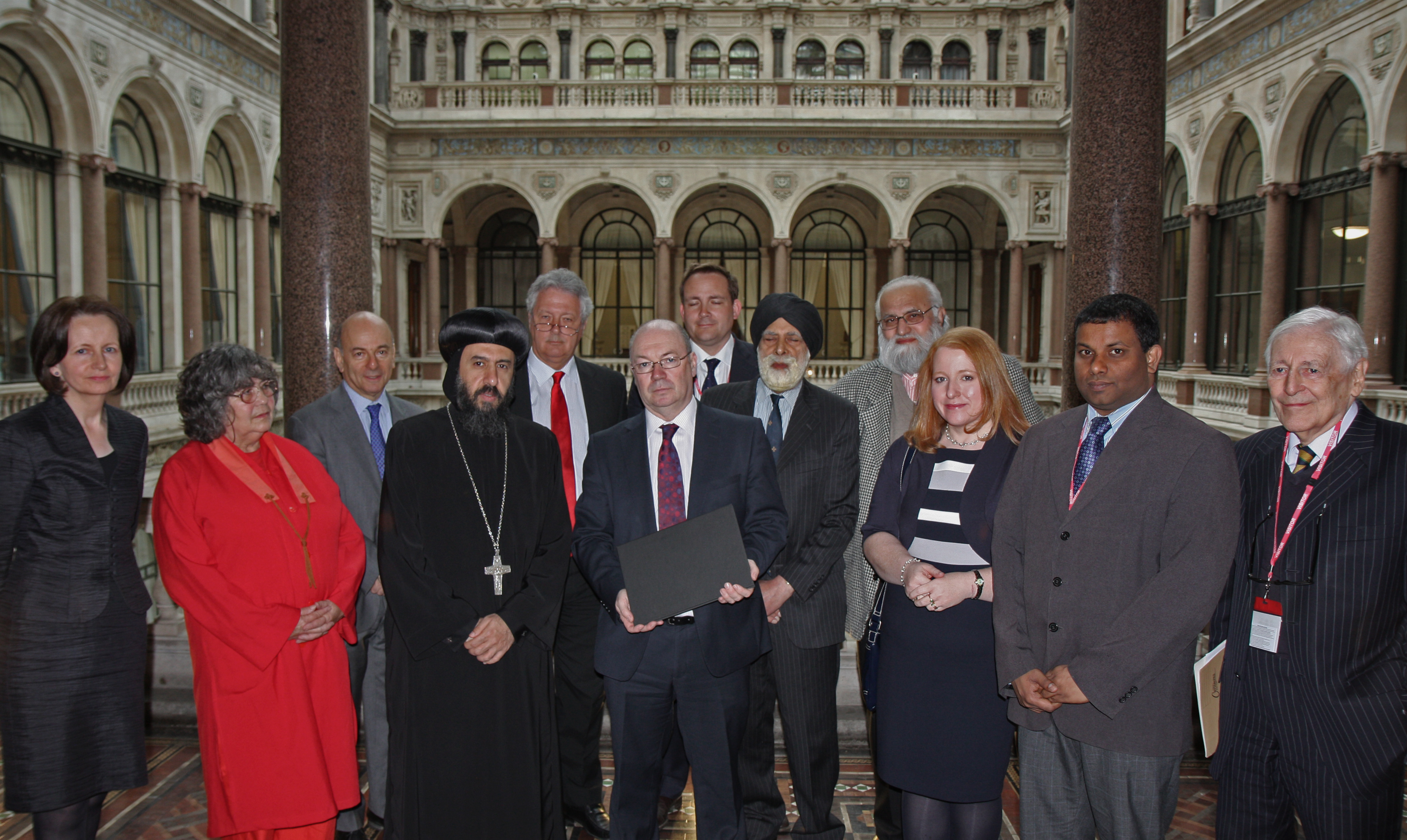
Um evento inter-religioso de 2013 no Reino Unido com proponentes do Cristianismo, Judaísmo, Islamismo, Fé Bahá'í, Budismo, Hinduísmo e Siquismo todos sistemas de crenças classificados como "religiões mundiais".

Os cientistas da religião Christopher R. Cotter e David G. Robertson descreveram o «Paradigma das Religiões Mundiais» como «um modo de pensar particular sobre religiões que as organiza num conjunto de tradições distintas com um teor supostamente "global".» Tipicamente consiste nas «Cinco Grandes» religiões: Cristianismo, judaísmo, islão, hinduísmo e budismo. Como notado por Cotter e Robertson, as «Cinco Grandes» religiões são frequentemente citadas numa «ordem abraamocêntrica» que põem as três maiores religiões abraâmicas — cristianismo, judaísmo e islão — antes das religiões não abraâmicas hinduísmo e budismo. A categoria é às vezes também expandida para incluir outros grupos religiosos, nomeadamente sikhismo, zoroastrismo e a Fé Bahá'í.
A inclusão do judaísmo nos Cinco Grandes levanta algumas questões; ele é incluído na lista devido a sua influência no cristianismo e no islão e por causa de sua relevância na compreensão ocidental tradicional da história ocidental. Em campos demográficos, não cabe na lista, pois há muito menos judeus no mundo do que há de cristãos, muçulmanos, hindus e budistas. Similarmente, não cabe na lista se os grupos são definidos por um desejo de expandir internacionalmente, porque o judaísmo é tipicamente não proselitista.
Muitos estudiosos utilizaram a categoria de «Religiões Mundiais» junto doutras categorias genéricas como «novos movimentos religiosos» e «religiões indígenas». O estudioso Steven J. Sutcliffe comparou a relação entre as três categorias ao sistema de ligas de futebol de Inglaterra: as religiões «mundiais» formam uma Premier League; as «novas» religiões, uma Championship; e religiões «indígenas», uma First Division. Que os grupos que são classificados em categorias como «religiões indígenas» são tratados menos seriamente que as «religiões mundiais» por muitos estudiosos, isso foi notado pelo cientista da religião Graham Harvey, que manteve que «religiões indígenas deveria receber tratamento respeitoso similarmente ao que é considerado apropriado às maiores "religiões mundiais".»